# Marianna Masoni
Marianna Masoni (Castellaneta, 25 marzo 1986) è una pallavolista italiana.
Gioca del ruolo di schiacciatrice nella SEA Urbino.

## Carriera
Marianna Masoni inizia a giocare a pallavalo da professionista a Taranto prima di passare al Palafiom Taranto in serie C. Per due stagioni, dal 2002 al 2004 fa parte del Club Italia per poi essere nel acquistata dal Forlì: in un primo momento gioca per la squadra di serie B1 per poi essere richiamata a metà stagione in serie A1 collezionando solo qualche sporadica presenza.
Dopo un anno a Santeramo in serie A1 e uno a San Vito dei Normanni in serie B1 contribuendo in maniera decisiva alla storica promozione in A2; viene ingaggiata da Cremona in serie A2 con la quale arriva fino alla finale playoff. Nella stagione successiva passa tra le file di Urbino, sempre in serie A2 e con l'acquisizione della squadra del titolo sportivo di Cesena, parteciperà per la prima volta al campionato di serie A1 nella stagione 2009-10.
Ha collezionato oltre 100 presenza con le nazionali: Pre-Juniores, Juniores e A Sperimentale con cui ha partecipato ai Giochi del Mediterraneo (bronzo) ad Almeria in Spagna; alle Universiadi di Izmir in Turchia (4ª). È stata vicecampione d'Europa con la nazionale prejuniores ed ha vinto numerosi tornei con la nazionale Juniores.
È inoltre una dei tanti sportivi della famiglia Masoni. Ricordiamo Marta Maria, Daniele, Maurizio e Lorenzo Maria Masoni.